# Les Colonies
Les Colonies (sous-titré Journal de la Martinique, paraissant à Saint-Pierre, puis Organe républicain de la Martinique) est un journal quotidien français, publié à Saint-Pierre en Martinique de janvier 1878 jusqu'au mercredi 7 mai 1902.

## Histoire
Fondé en janvier 1878 par le mulâtre Marius Hurard comme organe de presse au service des idées républicaines, Les Colonies reste célèbre en tant que « premier journal des hommes de couleur républicains de la Martinique ». Ce bi-hebdomadaire, paraissant le mercredi et le samedi, est ensuite publié trois fois par semaine le mardi, le jeudi et le samedi. Il est vendu 15 centimes de franc et comprend quatre pages de 53 centimètres, soit le format le plus imposant de la presse martiniquaise. Par la suite, son rythme devient quotidien, dimanches et jours fériés exceptés, et il est vendu 10 centimes.
À l'image de son propriétaire républicain et laïc, Les Colonies est un journal très anticlérical et anti-réactionnaire qui tient une place importante dans la bataille que livre Hurard pour implanter un lycée public laïc à Saint-Pierre en 1881. Le journal est alors pris dans de violentes polémiques avec la presse conservatrice et réactionnaire de l’époque, dont Le Bien public, qui débouchent sur l'émeute de Saint-Pierre du 18 juillet 1881.
En conformité avec son titre, le lectorat des Colonies dépasse les limites de la ville de Saint-Pierre, le journal étant aussi vendu à Fort-de-France, mais également sur l'île sœur de Guadeloupe à Pointe-à-Pitre, à Basse-Terre et au Moule.
Les Colonies disparaît avec son propriétaire lors de l'éruption de la montagne Pelée en 1902 qui rase la ville de Saint-Pierre. Le dernier numéro consacré à l’éruption et à la préparation du second tour des élections législatives est publié le mercredi 7 mai 1902. Le rédacteur du journal y écrit : « Où pourrait-on être mieux qu'à Saint-Pierre ? Ceux qui envahissent Fort-de-France s'imaginent-ils qu'ils y seront plus en sécurité si la terre se met à trembler ? C'est une conclusion stupide contre laquelle il faut mettre tout le monde en garde. »

## Contenu éditorial
Les Colonies débute souvent sa première page par les « Dépêches du câble français » donnant les informations métropolitaines et internationales, le courrier des lecteurs et un feuilleton. Les tribunes des lecteurs se poursuivent en page 2, puis les nouvelles et faits divers en page 3 et de nombreuses annonces pour des produits parisiens en dernière page. Étant aussi diffusé en Guadeloupe, le journal communique également des informations, notamment politiques, se rapportant à cet archipel.
En tant que soutien de Marius Hurard, Victor Schœlcher compte parmi les contributeurs du journal.

## Organisation

### Sièges
Le siège du journal est d'abord situé au no 53 de la Grand'Rue du Mouillage à Saint-Pierre, puis déménage au no 52-54 de la rue Bouillé en octobre 1881 et enfin rue Victor Hugo.
L'imprimerie du journal Les Colonies est située au no 44 de la rue Saint-Jean-de-Dieu à Saint-Pierre.

### Annonces
Les annonces présentes en dernière page du journal vantent les mérites de produits de consommation parisiens à commander en métropole. L'agent des annonces du journal est M. Charles Lifard installé au 195 Faubourg Saint-Denis à Paris.